# Christina Plate
Christina Plate (ur. 21 kwietnia 1965 w Berlinie) – niemiecka aktorka telewizyjna i filmowa. W 1988 otrzymała nagrodę Bambi. W lipcu 2004 pozowała nago dla magazynu „Playboy”.

## Filmografia

### Filmy
- 1980: Asphaltnacht jako Kleine
- 1985: Mord im Spiel (TV) jako Ines Kaar
- 1986: Der Junge mit dem Jeep (TV) jako Charly
- 1989: Die Senkrechtstarter jako Egon
- 1989: Projekt Aphrodite
- 1990 Ich will leben (TV) jako Lyle
- 1997: Fröhlich geschieden (TV) jako Gabriela
- 1997: Die Superbullen (TV) jako Claudia Torberg
- 2001: Liebe unter weißen Segeln (TV) jako dr Karen Stendal
- 2005: Eine Mutter für Anna (TV) jako Judith Wagner
- 2007: Einmal Dieb, immer Dieb (TV) jako Julia Weber, przedszkolanka
- 2010: Die Hüttenwirtin (TV) jako Sandra Hofer
- 2011: Miłość bez zapachu mięty (Liebe ohne Minze, TV) jako Saskia Schiller
- 2012: Aus Liebe zu Dir (TV) jako Sophia
- 2012: Afrika ruft nach dir (TV) jako leśnik Ariane

### Seriale TV
- 1976: Kinder, Kinder (ZDF)
- 1982: Manni, der Libero jako Bettina Hohmann
- 1984–1985: Eine Klasse für sich - Geschichten aus einem Internat jako Irmgard Eyssen
- 1986: Urlaub auf italienisch jako Nichte Micaela
- 1986: Der Fahnder jako Ute Lersch
- 1986–1987: Losberg jako Tina Losberg
- 1987–1994: Praxis Bülowbogen jako Sigi Kaul
- 1988: Polizeiinspektion 1 jako Erna Lamprecht
- 1988: Klinika w Schwarzwaldzie (Die Schwarzwaldklinik) jako Tanja
- 1989: Molle mit Korn jako Agathe
- 1989: Vera und Babs jako Babs
- 1991: Tatort: Finale am Rothenbaum jako Bettina „Tini” Richards
- 1992: Tatort: Bienzle und der Biedermann jako Cordula Stricker
- 1994: Derrick: Das Floß jako Anna Bender
- 1995: Derrick: Teestunde mit einer Mörderin? jako Isabel Bruhns
- 1996: Tatort: Schneefieber jako Manu Münter
- 1999: Rosamunde Pilcher: Klippen der Liebe jako April
- 2000: Operacja wieczność (Code Name: Eternity) jako dr Marlena Rupp
- 2002–2003: Der kleine Mönch jako Ursula Foges
- 2004-2011: Doktor Kleist - lekarz rodzinny (Familie Dr. Kleist) jako Marlene Holstein, później Kleist